# Hermann Budzislawski
Hermann Budzislawski (* 11. Februar 1901 in Berlin; † 28. April 1978 in Ost-Berlin; Pseudonyme: Hermann Eschwege, Donald Bell) war ein deutscher Journalist. Bekannt wurde er bereits in den 1930er Jahren als Chefredakteur der Zeitschrift Die Weltbühne.

## Leben

### Vor 1933
Hermann Budzislawski war ein Sohn des Fleischermeisters Isidor Budzislawski und dessen Ehefrau Jenna, geb. Lewin. Er besuchte die Knabenschule der Jüdischen Gemeinde Berlin und die Oberrealschule und studierte nach dem Abitur 1919 bis 1923 Nationalökonomie und Staatswissenschaften in Berlin, Würzburg und Tübingen. 1923 wurde er bei Robert Wilbrandt mit einer Arbeit über Eugenik. Ein Beitrag zur Ökonomie der menschlichen Erbanlagen zum Dr. sc. pol. promoviert. Danach arbeitete er als kaufmännischer Angestellter, Redakteur der Zeitschrift Industrial and Trade Review for India und Hauslehrer, sowie 1926 bis 1933 als Freier Mitarbeiter des Nachtexpress und der Weltbühne. Von 1929 bis 1933 war er Mitglied der SPD.

### Exil

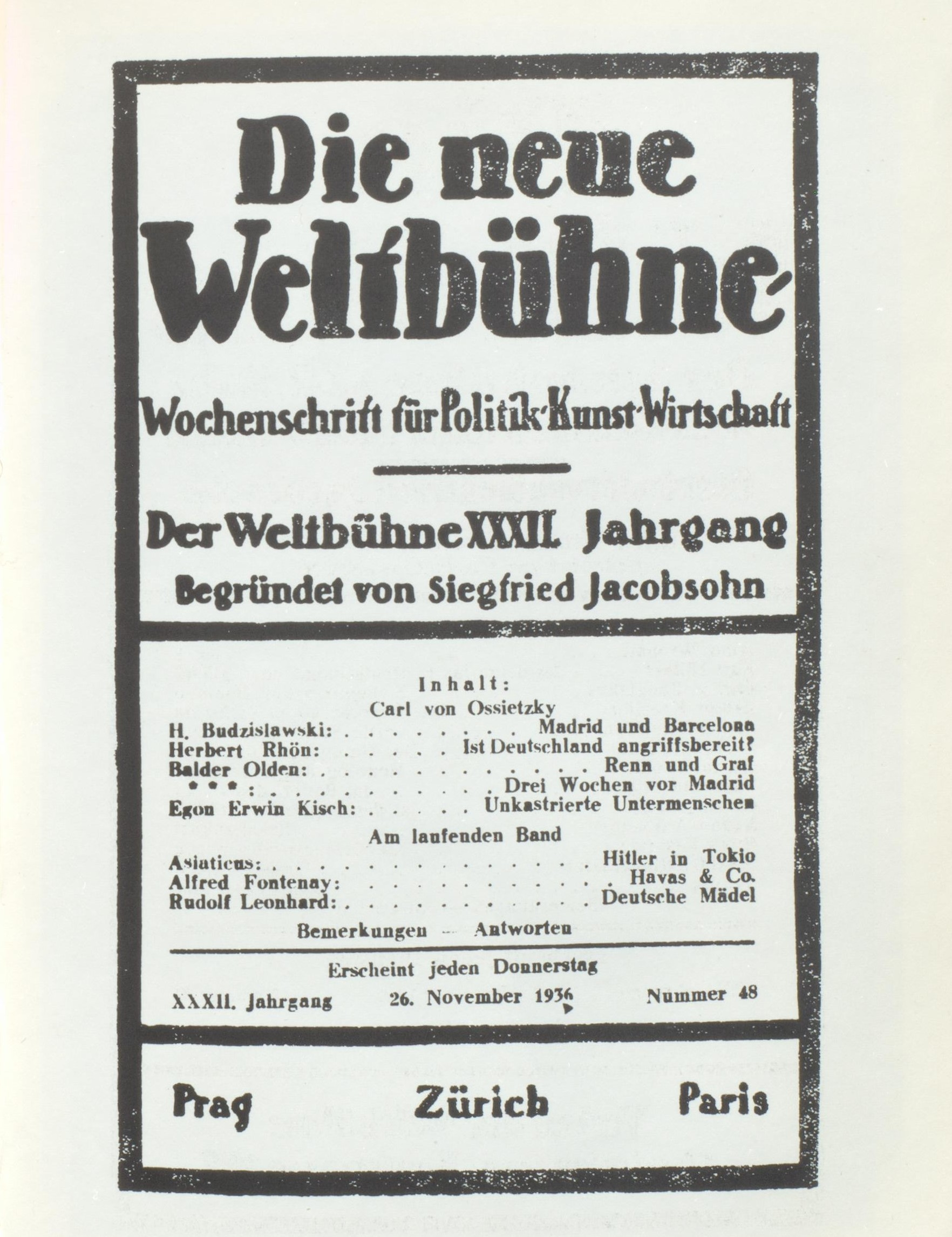
Die neue Weltbühne (1936)

1933 flüchtete Budzislawski nach Zürich und 1934 weiter nach Prag, wo er sich der Einheitsfront von Neu Beginnen anschloss. Am 11. Juni 1935 veröffentlichte der Deutsche Reichsanzeiger die vierte Ausbürgerungsliste des Deutschen Reichs, nach welcher er rechtskräftig ausgebürgert wurde. Dort war er bis 1938 Vorsitzender des Deutschen Volksfrontkomitees, danach Vorsitzender des Ausschusses Deutscher Oppositioneller in Paris. Daneben war er Herausgeber und Chefredakteur der Exilzeitschrift Die Weltbühne. Er war Gründungsmitglied und Vorsitzender des Deutschen Volksfrontkomitees in Prag. 1939 bis 1940 war er in Frankreich interniert, danach flüchtete er über Portugal in die USA. Dort war er u. a. Mitarbeiter und Ghostwriter von Dorothy Thompson und Kommentator und Kolumnist der Overseas News Agency New York. Im Mai 1944 war er an der Gründung des Council for a Democratic Germany (CDG) in New York beteiligt.

### Rückkehr
1948 kehrte Budzislawski nach Deutschland zurück, wurde Mitglied der SED und Professor für internationales Pressewesen an der Universität Leipzig. 1954 bis 1962 war er der Dekan der neu gegründeten Fakultät für Journalistik. (1963 wurde Wolfgang Rödel zu seinem Nachfolger berufen.) Bis 1967 unterrichtete Budzislawski an der Karl-Marx-Universität als Direktor des Institutes für Pressegeschichte und des Institutes für Theorie und Praxis der Pressearbeit und als Dekan der journalistischen Fakultät. Seine Schriften prägten über Jahre den in der DDR praktizierten so genannten sozialistischen Journalismus, dessen Haltung dadurch gekennzeichnet ist, gemäß der Lenin’schen Pressetheorie kollektiver Propagandist, Agitator und Organisator des Sozialismus zu sein. Anders als bei seinen Nachfolgern im Dekanat der Fakultät für Journalistik zeichnen sich seine Arbeiten jedoch auch durch einen zwischen den Zeilen lesbaren Liberalismus aus, der auf seine Exil-Zeit in den USA zurückzuführen ist. So brandmarkte Budzislawski zwar die westliche Sensationspresse als reine Ablenkung von sozialen Problemen, führte jedoch selbst die sozialistische Sensationsmeldung ein. Diese ist geprägt von den Merkmalen Personalisierung (Protagonist möglichst aus dem Ostblock) und Emotionalisierung (eine sozialistische Helden- oder Pioniertat steht im Vordergrund).

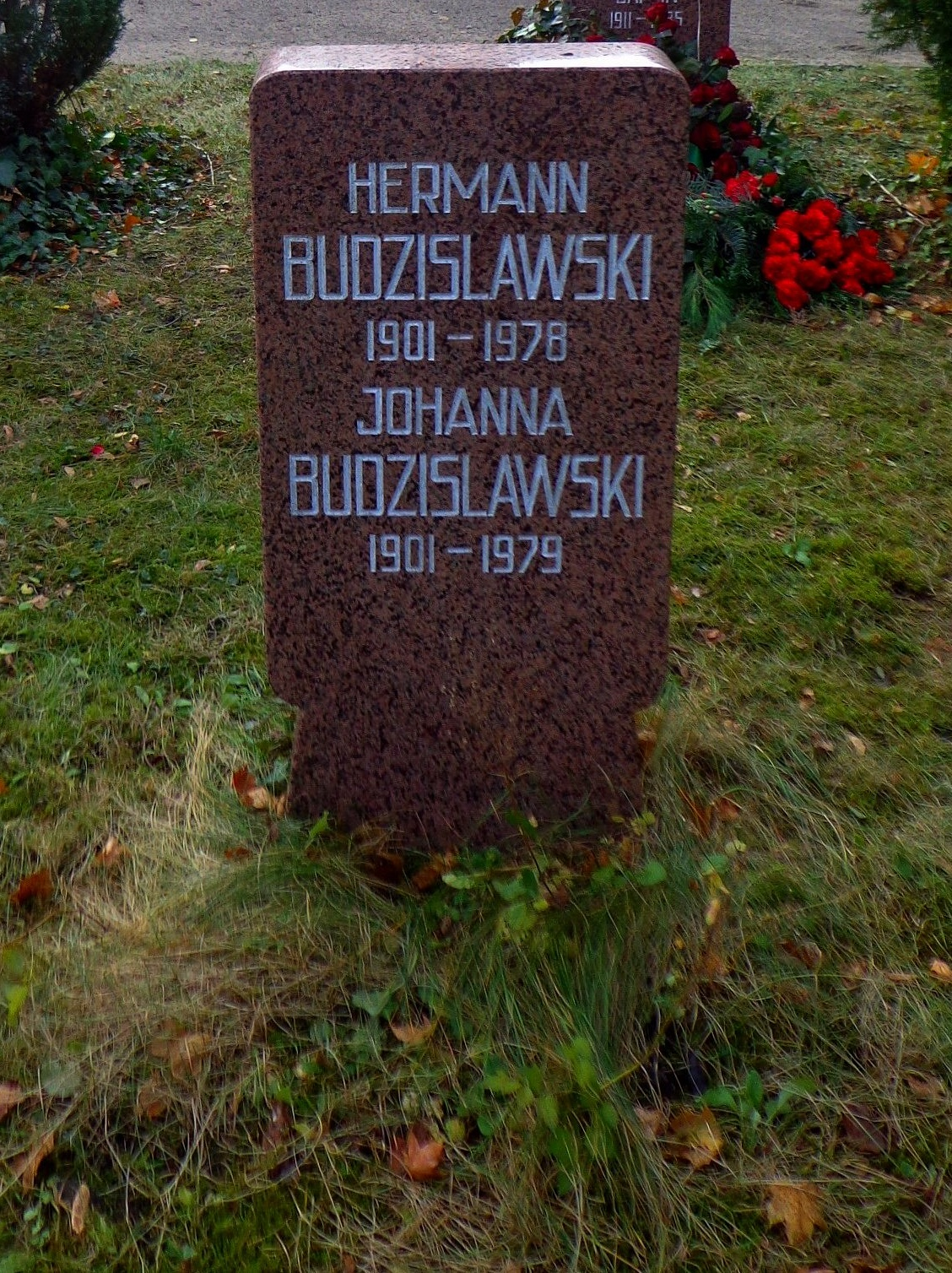
Grabstätte

Budzislawski war Mitglied des Verbandes Deutscher Journalisten (VDJ) und des Kulturbundes und Abgeordneter der Volkskammer. 1956 wurde er Mitglied des P.E.N.-Zentrums West und Ost. 1958 leitete er kurzzeitig als Vertreter von Karl-Eduard von Schnitzler die Sendereihe „Treffpunkt Berlin“. Außerdem war Budzislawski 1955 bis 1966 Mitglied des Exekutivrates der Weltföderation der Wissenschaftler, 1958 bis 1966 erneut Abgeordneter der Volkskammer und ab 1963 Präsident der UNESCO-Kommission der DDR. 1967 bis 1971 war er Herausgeber und Chefredakteur der Zeitschrift Die Weltbühne.
Seine Urne wurde in der Grabanlage Pergolenweg des Zentralfriedhofs Friedrichsfelde beigesetzt.

## Auszeichnungen und Ehrungen
- 1955 Fritz-Heckert-Medaille
- 1957 Vaterländischer Verdienstorden in Silber
- 1959 Banner der Arbeit
- 1966 Ehrendoktor der Universität Leipzig
- 1970 Vaterländischer Verdienstorden in Gold
- 1974 Ehrenspange zum Vaterländischen Verdienstorden in Gold
- 1976 Stern der Völkerfreundschaft

## Schriften
- Sozialistische Journalistik. Leipzig 1966.